# Post anarhism de stânga
Anarhia post-stânga este un curent în gândirea anarhistă care promovează o critică a relației anarhismului cu stânga tradițională. Unii post-stângi încearcă să scape de limitele ideologiei în general, prezentând, de asemenea, o critică a organizațiilor și a moralității. Influențată de opera lui Max Stirnerși de Internaționala Situaționistă, anarhia post-stânga este marcată de un accent pe insurecția socială și de o diminuare a organizării sociale de stânga.
Post-stângii susțin că stânga, chiar și stânga revoluționară, este anacronică și incapabilă de a crea schimbare. Ei susțin că anarhia post-stânga oferă critici la strategiile și tacticile radicale pe care le consideră învechite: demonstrația, lupta de clasă, concentrarea pe tradiție și incapacitatea de a scăpa de limitele istoriei. A apărut la sfârșitul anilor 1990; prima utilizare cunoscută a termenului fiind înAnarchy after Leftismde Bob Black .

## Gândirea Post-Stânga

### Critica idiologiilor
Anarhia post-stânga aderă la o critică a ideologiei care „date din opera lui Max Stirner”. Pentru Jason McQuinn, „ideologia în esență implică înlocuirea unor concepte sau imagini extraterestre (sau incomplete) cu subiectivitatea umană. Ideologiile sunt sisteme de conștiință falsă în care oamenii nu se mai văd direct ca subiecți în relația lor cu lumea lor. În schimb, ei se concep într-un fel ca fiind subordonați unui tip sau altuia de entități abstracte sau de entități care sunt confundate ca subiecți sau actori reali din lumea lor” și „facă abstracția este Dumnezeu, Statul, Partidul , Organizația, Tehnologia, Familia, Umanitatea, Pacea, Ecologia, Natura, Munca, Iubirea sau chiar Libertatea; dacă este concepută și prezentată ca și cum ar fi un subiect activ, cu o ființă proprie care ne solicită, atunci este centrul unei ideologii”.

### Respingerea Moralității
Moralitatea este, de asemenea, o țintă a anarhiei post-stângii, așa cum a fost în opera lui Max Stirner și Friedrich Nietzsche. Pentru McQuinn, „moralitatea este un sistem de valori reificate – valori abstracte care sunt scoase din orice context, puse în piatră și transformate în credințe incontestabile care trebuie aplicate indiferent de dorințele, gândurile sau scopurile reale ale unei persoane și indiferent de a situației în care se află o persoană.Moralismul este practica nu numai de a reduce valorile vii la morale reificate, ci de a se considera mai bun decât alții pentru că s-a supus moralității (neprihănirea de sine) și de a face prozelitism pentru adopție. a moralității ca instrument al schimbării sociale”. A trăi conform moralității înseamnă a sacrifica anumite dorințe și ispite (indiferent de situația reală în care te-ai putea găsi) în favoarea recompenselor virtuții.
Prin urmare, „rejectarea Moralității implică construirea unei teorii critice a sinelui și a societății (întotdeauna autocritică, provizorie și niciodată totalistă) în care un scop clar de a pune capăt alienării sociale a cuiva nu este niciodată confundat cu scopuri parțiale reificate. Ea implică sublinierea. ceea ce oamenii au de câștigat din critica radicală și solidaritate, mai degrabă decât ceea ce oamenii trebuie să sacrifice sau să renunțe pentru a trăi o viață virtuoasă a unei morale corecte din punct de vedere politic.

### Critica politicei indentitare
Anarhia post-stânga tinde să critice ceea ce vede ca viziuni parțiale victimizatoare ale politicii identitare. Feral Faun scrie astfel în „The Ideology of Victimization” că există o „versiune feministă a ideologiei victimizării—o ideologie care promovează frica, slăbiciunea individuală (și, ulterior, dependența de grupurile de sprijin bazate pe ideologie și protecția paternalistă din partea autorităților)”.  Cu toate acestea, în cele din urmă „la fel ca toate ideologiile, varietățile ideologiei victimizării sunt forme de conștiință falsă. Acceptarea rolului social al victimei – în oricare dintre multele sale forme – înseamnă a alege să nu-și creeze nici măcar viața pentru de sine sau de a explora relațiile reale cu structurile sociale.Toate mișcările de eliberare parțială—feminism, eliberare gay, eliberare rasială, mișcări muncitorești și așa mai departe—definesc indivizii în funcție de rolurile lor sociale.Din acest motiv, aceste mișcări nu numai că nu includ o inversare a perspectivelor care descompune rolurile sociale și le permite indivizilor să creeze o praxis construită pe propriile pasiuni și dorințe, ei lucrează de fapt împotriva unei astfel de inversări de perspectivă „eliberarea” unui rol social pentru care individul rămâne subiect”.

### Refuzul de a muncii
Problemele muncii, diviziunea muncii și refuzul muncii au fost o problemă importantă în anarhia post-stânga. Bob Black în „Abolirea muncii” solicită abolirea societății bazate pe producători și consumator, unde, Black susține că toată viața este dedicată producției și consumului de mărfuri. Atacând socialismul de stat marxist la fel de mult ca și capitalismul de piață, Black susține că singura modalitate prin care oamenii să fie liberi este să-și revendice timpul de la locuri de muncă și locuri de muncă, transformând în schimb sarcinile necesare de subzistență în joc liber făcut voluntar - o abordare numită „ludică”. . Eseul susține că „nimeni nu ar trebui să muncească”, deoarece munca – definită ca activitate productivă obligatorie impusă prin mijloace economice sau politice – este sursa majorității mizeriei din lume. Majoritatea muncitorilor, afirmă el, sunt nemulțumiți de muncă. (după cum o demonstrează micile deviante la locul de muncă), astfel încât ceea ce spune el ar trebui să nu fie controversat, dar este controversat doar pentru că oamenii sunt prea aproape de sistemul de muncă pentru a-i vedea defectele. În schimb, jocul nu este neapărat guvernat de reguli și este desfășurat voluntar în deplină libertate ca o economie a cadourilor. El subliniază că societățile de vânători-culegători sunt tipizate de joc, o viziune pe care o susține cu munca lui Marshall Sahlins — el povestește ascensiunea societăților ierarhale, prin care munca este impusă cumulativ, astfel încât munca compulsivă de astăzi ar părea de neînțeles. apăsător chiar și pentru vechii și țăranii medievali. El răspunde concepției că „munca”, dacă nu doar efort sau energie, este necesară pentru a îndeplini sarcini importante, dar neplăcute, susținând că, în primul rând, cele mai importante sarcini pot fi făcute ludice, sau „salvat” fiind transformat în activități asemănătoare jocului și a meșteșugurilor și, în al doilea rând, faptul că marea majoritate a muncii nu trebuie deloc făcută. Aceste din urmă sarcini sunt inutile, deoarece servesc doar funcții de comerț și control social care există doar pentru a menține sistemul de muncă în ansamblu. În ceea ce privește ceea ce a mai rămas, el susține abordarea lui Charles Fourier de a organiza activități astfel încât oamenii să vrea să le facă. El este, de asemenea, sceptic, dar deschis la minte cu privire la posibilitatea de a elimina munca prin tehnologii care economisesc forța de muncă. El simte că stânga nu poate merge suficient de departe în criticile sale din cauza atașamentului său de a-și construi puterea pe categoria muncitorilor, care necesită o valorificare a muncii.

### Teoria de sine
Anarhiștii de post-stânga resping toate ideologiile în favoarea construcției individuale și comunitare a teoriei sinelui . Teoria de sine individuală este teoria în care individul integral în context (în toate relațiile lor, cu toată istoria, dorințele și proiectele lor) este întotdeauna centrul subiectiv al percepției, înțelegerii și acțiunii. Teoria de sine comunală se bazează în mod similar pe grup ca subiect, dar întotdeauna cu o conștientizare subiacentă a indivizilor (și a propriilor teorii despre sine) care alcătuiesc grupul sau organizația. Pentru McQuinn, „organizațiile anarhiste (sau grupurile informale) ne-ideologice se bazează întotdeauna în mod explicit pe autonomia indivizilor care le construiesc, destul de spre deosebire de organizațiile de stânga care necesită predarea autonomiei personale ca o condiție prealabilă pentru calitatea de membru”.

### Viața de zi cu zi, crearea de situații și imediatism
Pentru Wolfi Landstreicher, „la reapropriere a vieții la nivel social, precum și reaproprierea ei deplină la nivel individual, pot avea loc numai atunci când încetăm să ne identificăm esențial în ceea ce privește identitățile noastre sociale” și „recunoașterea faptului că această traiectorie trebuie să se încheie și să se dezvolte noi moduri de a trăi și de a relaționa dacă dorim să obținem autonomie și libertate deplină”. Scopul relațiilor cu ceilalți nu mai este „să caute adepți care își acceptă poziția”, ci mai degrabă să caute „tovarăși și complici cu care să-și ducă explorările”.
Hakim Bey susține că nu trebuie să „așteptăm revoluția” și să începem imediat să „căutăm „spații” (geografice, sociale, culturale și imaginare) cu potențial de a înflori ca zone autonome – și căutăm vremuri în care aceste spații sunt relativ deschise, fie prin neglijență din partea statului, fie pentru că au scăpat cumva de atenția cartografilor, sau din orice motiv”. În cele din urmă, „față în față, un grup de oameni își sinergizează eforturile pentru a realiza dorințele reciproce, fie pentru mâncare bună și bucurie, dans, conversație, arta vieții; poate chiar pentru plăcerea erotică sau pentru a crea o operă de artă comună, sau pentru a atinge însuși transportul fericirii – pe scurt, o „uniune a egoiștilor” (cum a spus Max Stirner)în cea mai simplă formă – sau, în termenii lui Kropotkin, un impuls biologic de bază către „ajutor reciproc”.